# Jimmie Nicol
Jimmie Nicol, James George Nicol (Battersea, 1939. augusztus 3. –), brit dobos és üzleti vállalkozó. 1964-ben, amikor a The Beatles népszerűsége már a csúcson volt (Beatlemania), egy koncertsorozat erejéig ő helyettesítette a beteg Ringo Starrt. Ez az időszak, amely a viszonylagos ismeretlenségből a világhírnévig emelte, csak szűk két hétig tartott. Nicol azt remélte, hogy kapcsolata a Beatles-szel előrelendíti karrierjét, de Ringo visszatérésével kikerült a reflektorfényből. 1965-ben üzleti csődbe jutott. Ezután különböző zenekarokban játszott, például a The Spotnicksban, ám 1967-ben hátat fordított a zenei világnak, hogy különféle kockázatos üzleti kalandokba bocsátkozzon. Pár év alatt annyira kiesett a média figyelméből, hogy már a Beatles-szel való kapcsolatáról sem érdeklődtek.
Fia, Howard, BAFTA-díjas hangmérnök.

## Nicol és a Beatles
1964 június elején, a Beatles ausztráliai turnéjának előestéjén Ringo magas lázzal kórházba került. Brian Epstein menedzser és George Martin producer sürgősen megvitatta, mi a teendő? Helyettesítsék Ringót, vagy felgyógyulásáig a turné egy részét mondják le? Martin Nicolt javasolta, mivel nemrég dolgozott nála Tommy Quickly lemezfelvételénél, sőt, dobolt egy középlemezen is, amely Beatles-dalok feldolgozását tartalmazta, így ismerte az együttes számait.
John Lennon és Paul McCartney hamar elfogadták Ringo helyettesítésének ötletét, George Harrison azonban azzal fenyegetőzött, hogy kimarad a turnéból. Azt mondta Epsteinnek és Martinnak, ha Ringo nem megy, akkor ő se, így két helyettest kell találniuk. Martin így idézi fel a történteket: majdnem semmivé lett az ausztrál turné. George szerencsére nagyon hűséges fickó, Epsteinnel meggyőztük és belátta, hogy ha kimarad a turnéból, azzal cserbenhagyja a többieket. Tony Barrow, aki a Beatles akkori sajtófőnöke volt, azt mondta, Epstein két rossz közül választhatott: lemondja a turnét és zűrzavart okoz a rajongótáborban, vagy megtartja a turnét és zűrzavart okoz a Beatlesben. Ringo mesélte, hogy nagyon furcsa volt, hogy nélküle mentek el a fiúk turnézni. Azzal beszélte tele a fejét, egyáltalán nem szeretik őt, mert Nicolt vitték el magukkal.
Ringo helyettesítésének intézése nagyon gyorsan ment: egy telefon Nicolnak a lakására, West Londonba, egy megbeszélés az Abbey Road Studios-ban és aztán csomagolás – mindez egy nap alatt. A sajtókonferencián az egyik riporter megkérdezte Lennont, miért nem a Beatles eredeti dobosa, Pete Best kapott lehetőséget Ringo pótlására? Lennon azt válaszolta, hogy nem akarták, hogy úgy nézzen ki a dolog, mintha visszavennék a csapatba, neki különben is saját zenekara van (Pete Best & the All Stars).
Nicol első koncertje a Beatles-szel 27 órával szerződtetése után le is zajlott Koppenhágában. Jellegzetes gombafrizurát (moptop) csináltak neki, ráadták Ringo ruháját és már mehetett is 4500 őrjöngő Beatles-fanatikus elé a színpadra. 8 teljes koncertet végigjátszott, míg végül 10 nap múlva Ringo csatlakozott az együtteshez Melbourne-ben. Nicol elköszönni sem tudott a fiúktól távozásakor, mert azok éppen aludtak.
A Ringo helyén töltött 10 nap után szinte eltűnt az ismeretlenségben. Átalakította régi zenekarát és új néven (Jimmie Nicol and the Shubdubs) két kislemezt adtak ki – csekély sikerrel. Egyszer egy szezonra beugrott a The Dave Clark Five-ba a beteg dobost helyettesíteni. Később még egyszer összehozta a sors a Beatles-szel, amikor 1964 júliusában Brightonban Nicol zenekara egy programban szerepelt velük és a Fourmost-tal. A Spotnickstól megválva Mexikóban élt, többek között a szamba és a bossa nova tanulásával töltötte idejét. 1975-ben visszatért Angliába, de zenével már nem foglalkozott. 1988-ban azt híresztelték róla, hogy meghalt. 2005-ben a Daily Mail egy cikkben megírta, hogy Londonban él, remetei magányban.
Nicol egyszer azt vallotta a Beatles-szel kapcsolatban, hogy Ringo helyettesítése a lehető legrosszabb dolog volt, ami történhetett vele, mert azelőtt az is boldoggá tette, ha heti 30-40 fontot keresett. Ahogy számára 10 nap után kialudtak a rivaldafények és lekerült a címlapokról, mintha minden meghalt volna körülötte és lassan ő is elkezdett haldokolni.